# Psammophylax
Psammophylax is een geslacht van slangen uit de familie Psammophiidae.

## Naam en indeling
De wetenschappelijke naam van het geslacht werd in 1843 voorgesteld door Leopold Fitzinger. Een aantal van de soorten werd eerder aan het geslacht Trimerorhinus toegekend. Er zijn zes soorten, inclusief de pas in 2019 beschreven soort Psammophylax kellyi.

## Uiterlijke kenmerken
De slangen bereiken een lichaamslengte van ongeveer 65 centimeter tot 1,2 meter. De kop is duidelijk te onderscheiden van het lichaam door de aanwezigheid van een duidelijke insnoering. De ogen zijn relatief groot en hebben een ronde pupil. De slangen hebben zeventien rijen schubben in de lengte op het midden van het lichaam en 139 tot 177 schubben aan de buikzijde. Onder de staart zijn 49 tot 84 schubben aanwezig.
De lichaamskleur is zeer variabel; van licht- tot donkerbruin en zowel gestreepte, gevlekte als uniform gekleurde soorten en variaties komen voor.

## Levenswijze
De slangen zijn bodembewonend en vooral overdag actief. Op het menu staan kleine knaagdieren en jonge vogels. Jongere dieren jagen voornamelijk op kikkers, slangen en hagedissen. De vrouwtjes zetten eieren af en produceren legsels van drie tot 30 langwerpige eieren. De pasgeboren jongen hebben een totale lichaamslengte van 13 tot 24 centimeter. Bij bedreiging proberen de slangen hevig tegenstribbelend te ontkomen.
In de Engelse taal worden diere dieren aangeduid met 'skaapsteker', deze naam is afgeleid uit het Zuid-Afrikaans en betekent schapen-prikker. Deze naam danken ze aan de vermeende gewoonte om schapen te doden, maar vermoedelijk is de hier voorkomende en zeer giftige Kaapse cobra (Naja nivea) de werkelijke dader. Het vergif van de soorten uit het geslacht Psammophylax is ongevaarlijk voor schapen en evenmin voor de mens.

## Verspreiding en habitat
De slangen komen voor in delen van Afrika en leven in de landen Botswana, Congo-Kinshasa, Tanzania, Burundi, Rwanda, Oeganda, Kenia, Ethiopië, Malawi, Zambia, Mozambique, Namibië, Zimbabwe, Zuid-Afrika, Angola, Lesotho, Swaziland en Rwanda. De habitat bestaat uit droge savannes, graslanden, scrublands en draslanden.

## Beschermingsstatus
Door de internationale natuurbeschermingsorganisatie IUCN is aan drie soorten een beschermingsstatus toegewezen. De slangen worden beschouwd als 'veilig' (Least Concern of LC).

## Soorten
Het geslacht omvat de volgende soorten, met de auteur en het verspreidingsgebied.
| Naam                      | Auteur                           | Verspreidingsgebied                                                                                                |
| ------------------------- | -------------------------------- | --- |
| Psammophylax kellyi       | Conradie, Keates & Edwards, 2019 | Tanzania |
| Psammophylax multisquamis | Loveridge, 1932                  | Ethiopië, Kenia, Tanzania, Rwanda                                                                                  |
| Psammophylax ocellatus    | Bocage, 1873                     | Angola, mogelijk in Namibië                                                                                        |
| Psammophylax rhombeatus   | Linnaeus, 1758                   | Namibië, Zuid-Afrika, Lesotho, Swaziland, Angola                                                                   |
| Psammophylax tritaeniatus | Günther, 1868                    | Namibië, Botswana, Zimbabwe, Zuid-Afrika, Angola, Tanzania, Zambia, Malawi, Congo-Kinshasa, Mozambique             |
| Psammophylax variabilis   | Günther, 1893                    | Botswana, Congo-Kinshasa, Tanzania, Burundi, Rwanda, Oeganda, Kenia, Ethiopië, Malawi, Zambia, Mozambique, Namibië |